# Mistrzostwa Europy U-21 w Piłce Nożnej 2007 (eliminacje)
Eliminacje do Mistrzostw Europy U-21 w piłce nożnej rozpoczęły się w maju 2006, a zakończyły się 15 października 2006. Wyłoniły siedem drużyn, które obok gospodarza, reprezentacji Holandii zagrają w turnieju finałowym w dniach 10-23 czerwca 2007.

## System rozgrywek
50 drużyn narodowych przystąpiło do rozgrywek. Najpierw 16 najniżej rozstawionych w klasyfikacji UEFA grali w play-off (w domu i na wyjeździe), aby wyeliminować 8 zespołów do fazy grupowej kwalifikacyjnej. Potem 42 reprezentacji zostały podzielone na 14 grup po trzy zespoły (każdy zespół grał jeden mecz w domu i na wyjeździe). Mistrzowie grup awansowali do fazy play-off, z której zostały wyłonionych siedmioro finalistów turnieju głównego.
W przypadku równej liczby punktów, zespoły są klasyfikowane według następujących zasad.
1. liczba punktów zdobytych w meczach między tymi drużynami
2. różnica bramek strzelonych w meczach tych drużyn
3. liczba strzelonych bramek
4. gole na wyjeździe.

Jeśli mimo wszystko dwie lub więcej drużyn jest z tą samą liczbą punktów, rozstrzygają kolejno:
1. różnica wszystkich strzelonych i straconych goli
2. liczba strzelonych goli
3. liczba goli na wyjeździe
4. gra fair play[1]

### Legenda do tabelek
- Pkt – liczba punktów
- M – liczba meczów
- W – wygrane
- R – remisy
- P – porażki
- Br+ – bramki zdobyte
- Br- – bramki stracone
- +/- – różnica bramek

## Runda wstępna
| Drużyna 1          | Wynik dwumeczu | Drużyna 2               | Pierwszy mecz | Drugi mecz |
| ------------------ | -------------- | ----------------------- | ------------- | ---------- |
| Estonia U-21       | 1-7            | Walia U-21              | 0-2           | 1-5        |
| Malta U-21         | 2-4            | Gruzja U-21             | 1-2           | 1-2        |
| San Marino U-21    | 3-4            | Armenia U-21            | 3-0           | 0-4        |
| Liechtenstein U-21 | 1-8            | Irlandia Północna U-21  | 1-4           | 0-4        |
| Kazachstan U-21    | 0-1            | Mołdawia U-21           | 0-0           | 0-1        |
| Luksemburg U-21    | 0-5            | Macedonia Północna U-21 | 0-3           | 0-2        |
| Andora U-21        | 0-2            | Islandia U-21           | 0-0           | 0-2        |
| Azerbejdżan U-21   | 1-5            | Irlandia U-21           | 1-2           | 0-3        |

Drużyna 1 pierwszy mecz grała na własnym boisku.

## Faza grupowa

### Grupa 1
| Reprezentacja             | M | W | R | P | Br+ | Br- | +/- | Pkt. |
| ------------------------- | - | - | - | - | --- | --- | --- | ---- |
| Bośnia i Hercegowina U-21 | 2 | 1 | 1 | 0 | 4   | 3   | +1  | 4    |
| Armenia U-21              | 2 | 1 | 0 | 1 | 3   | 3   | 0   | 3    |
| Norwegia U-21             | 2 | 0 | 1 | 1 | 1   | 2   | −1  | 1    |

### Grupa 2
| Reprezentacja  | M | W | R | P | Br+ | Br- | +/- | Pkt. |
| -------------- | - | - | - | - | --- | --- | --- | ---- |
| Hiszpania U-21 | 2 | 2 | 0 | 0 | 7   | 2   | +5  | 6    |
| Słowacja U-21  | 2 | 0 | 1 | 1 | 2   | 4   | −2  | 1    |
| Albania U-21   | 2 | 0 | 1 | 1 | 0   | 3   | −3  | 1    |

### Grupa 3
| Reprezentacja | M | W | R | P | Br+ | Br- | +/- | Pkt. |
| ------------- | - | - | - | - | --- | --- | --- | ---- |
| Serbia U-21   | 2 | 2 | 0 | 0 | 5   | 1   | +4  | 6    |
| Litwa U-21    | 2 | 1 | 0 | 1 | 1   | 2   | −1  | 3    |
| Gruzja U-21   | 2 | 0 | 0 | 2 | 1   | 4   | −3  | 0    |

### Grupa 4
| Reprezentacja | M | W | R | P | Br+ | Br- | +/- | Pkt. |
| ------------- | - | - | - | - | --- | --- | --- | ---- |
| Belgia U-21   | 2 | 2 | 0 | 0 | 3   | 1   | +2  | 6    |
| Irlandia U-21 | 2 | 1 | 0 | 1 | 2   | 1   | +1  | 3    |
| Grecja U-21   | 2 | 0 | 0 | 2 | 1   | 4   | −3  | 0    |

### Grupa 5
| Reprezentacja | M | W | R | P | Br+ | Br- | +/- | Pkt. |
| ------------- | - | - | - | - | --- | --- | --- | ---- |
| Włochy U-21   | 2 | 2 | 0 | 0 | 2   | 0   | +2  | 6    |
| Austria U-21  | 2 | 0 | 1 | 1 | 0   | 1   | −1  | 1    |
| Islandia U-21 | 2 | 0 | 1 | 1 | 0   | 1   | −1  | 1    |

### Grupa 6
| Reprezentacja  | M | W | R | P | Br+ | Br- | +/- | Pkt. |
| -------------- | - | - | - | - | --- | --- | --- | ---- |
| Rosja U-21     | 2 | 2 | 0 | 0 | 8   | 2   | +6  | 6    |
| Węgry U-21     | 2 | 1 | 0 | 1 | 6   | 3   | +3  | 3    |
| Finlandia U-21 | 2 | 0 | 0 | 2 | 1   | 10  | −9  | 0    |

### Grupa 7
| Reprezentacja   | M | W | R | P | Br+ | Br- | +/- | Pkt. |
| --------------- | - | - | - | - | --- | --- | --- | ---- |
| Portugalia U-21 | 2 | 2 | 0 | 0 | 4   | 0   | +4  | 6    |
| Polska U-21     | 2 | 1 | 0 | 1 | 3   | 3   | 0   | 3    |
| Łotwa U-21      | 2 | 0 | 0 | 2 | 1   | 5   | −4  | 0    |

### Grupa 8
| Reprezentacja   | M | W | R | P | Br+ | Br- | +/- | Pkt. |
| --------------- | - | - | - | - | --- | --- | --- | ---- |
| Anglia U-21     | 2 | 1 | 1 | 0 | 5   | 4   | +1  | 4    |
| Szwajcaria U-21 | 2 | 1 | 0 | 1 | 5   | 4   | +1  | 3    |
| Mołdawia U-21   | 2 | 0 | 1 | 1 | 3   | 5   | −2  | 1    |

### Grupa 9
| Reprezentacja | M | W | R | P | Br+ | Br- | +/- | Pkt. |
| ------------- | - | - | - | - | --- | --- | --- | ---- |
| Czechy U-21   | 2 | 2 | 0 | 0 | 4   | 1   | +3  | 6    |
| Białoruś U-21 | 2 | 1 | 0 | 1 | 2   | 2   | 0   | 3    |
| Cypr U-21     | 2 | 0 | 0 | 2 | 0   | 3   | −3  | 0    |

### Grupa 10
| Reprezentacja          | M | W | R | P | Br+ | Br- | +/- | Pkt. |
| ---------------------- | - | - | - | - | --- | --- | --- | ---- |
| Niemcy U-21            | 2 | 2 | 0 | 0 | 8   | 3   | +5  | 6    |
| Rumunia U-21           | 2 | 1 | 0 | 1 | 4   | 5   | −1  | 3    |
| Irlandia Północna U-21 | 2 | 0 | 0 | 2 | 2   | 6   | −4  | 0    |

### Grupa 11
| Reprezentacja           | M | W | R | P | Br+ | Br- | +/- | Pkt. |
| ----------------------- | - | - | - | - | --- | --- | --- | ---- |
| Szwecja U-21            | 2 | 2 | 0 | 0 | 5   | 1   | +4  | 6    |
| Dania U-21              | 2 | 1 | 0 | 1 | 3   | 2   | +1  | 3    |
| Macedonia Północna U-21 | 2 | 0 | 0 | 2 | 1   | 6   | −5  | 0    |

### Grupa 12
| Reprezentacja  | M | W | R | P | Br+ | Br- | +/- | Pkt. |
| -------------- | - | - | - | - | --- | --- | --- | ---- |
| Bułgaria U-21  | 2 | 2 | 0 | 0 | 5   | 1   | +4  | 6    |
| Ukraina U-21   | 2 | 1 | 0 | 1 | 2   | 4   | −2  | 3    |
| Chorwacja U-21 | 2 | 0 | 0 | 2 | 2   | 4   | −2  | 0    |

### Grupa 13
| Reprezentacja | M | W | R | P | Br+ | Br- | +/- | Pkt. |
| ------------- | - | - | - | - | --- | --- | --- | ---- |
| Izrael U-21   | 2 | 1 | 1 | 0 | 3   | 2   | +1  | 4    |
| Turcja U-21   | 2 | 0 | 2 | 0 | 0   | 0   | 0   | 2    |
| Walia U-21    | 2 | 0 | 1 | 1 | 2   | 3   | −1  | 1    |

### Grupa 14
| Reprezentacja | M | W | R | P | Br+ | Br- | +/- | Pkt. |
| ------------- | - | - | - | - | --- | --- | --- | ---- |
| Francja U-21  | 2 | 2 | 0 | 0 | 5   | 1   | +4  | 6    |
| Słowenia U-21 | 2 | 1 | 0 | 1 | 1   | 2   | −1  | 3    |
| Szkocja U-21  | 2 | 0 | 0 | 2 | 1   | 4   | −3  | 0    |

## Faza play-off
Losowanie par odbyło się w Nyon, Szwajcaria 8 września 2006.
Pierwsze mecze rozegrano 6-7 października, a rewanże 10-11 listopada 2007.
| Drużyna 1    | Wynik dwumeczu | Drużyna 2                 | Pierwszy mecz | Drugi mecz |
| ------------ | -------------- | ------------------------- | ------------- | ---------- |
| Serbia U-21  | 5–3            | Szwecja U-21              | 0–3           | 5–0        |
| Czechy U-21  | 3–2            | Bośnia i Hercegowina U-21 | 2–1           | 1–1        |
| Rosja U-21   | 4–4 (br.wyj.)  | Portugalia U-21           | 4–1           | 0–3        |
| Anglia U-21  | 3–0            | Niemcy U-21               | 1–0           | 2–0        |
| Włochy U-21  | 2–1            | Hiszpania U-21            | 0–0           | 2–1        |
| Belgia U-21  | 5–2            | Bułgaria U-21             | 1–1           | 4–1        |
| Francja U-21 | 1–2            | Izrael U-21               | 1–1           | 0–1        |